# Брендель, Себастьян
Себастьян Бре́ндель (нем. Sebastian Brendel, 12 марта 1988, Шведт, Бранденбург) — немецкий гребец-каноист, трёхкратный олимпийский чемпион, 12-кратный чемпион мира, многократный чемпион Европы, обладатель Кубка мира, победитель I Европейских игр 2015 года. Бронзовый призёр Олимпийских игр 2020 в Токио.

## Биография
Себастьян Брендель родился 12 марта 1988 года в городе Шведт, федеральная земля Бранденбург. В детстве пробовал заниматься футболом, карате и лёгкой атлетикой, однако в конечном счёте сделал выбор в пользу гребли на каноэ — вступил в спортивный клуб «Потсдам» и с 2004 года начал тренироваться под руководством тренера Ральфа Велке. Во взрослую национальную команду впервые отобрался в 2007 году и, получив возможность выступать на крупнейших международных стартах, сразу стал показывать неплохие результаты. Так, уже на дебютном чемпионате Европы в испанской Понтеведре он завоевал бронзовую медаль в программе 500 м на одноместных каноэ, а на домашнем мировом первенстве в Дуйсбурге выиграл серебро на четвёрке. По окончании всех этапов Кубка мира расположился в рейтинге сильнейших каноистов на двенадцатой строке.
В 2008 году Брендель получил серебро и бронзу на европейском первенстве в Милане, в гонках на 500 и 1000 м соответственно, вновь на одноместном каноэ. По итогам мирового кубка поднялся в общем зачёте до седьмой позиции. Следующий сезон в плане достижений получился для него не менее удачным — три медали на чемпионате Европы в Бранденбурге, одна на мировом первенстве в Дартмуте и шестое общее место в рейтинге Кубка мира. На континентальном первенстве в испанской Тразоне 2010 года впервые выиграл золотую награду, одержав победу среди одиночных каноэ на километровой дистанции. В той же дисциплине взял бронзу на чемпионате мира в Познани, добрался до второго места в рейтинге сильнейших каноистов мира. Через год немец стал-таки обладателем Кубка мира, кроме того, пополнил медальную коллекцию ещё двумя золотыми наградами с чемпионата Европы и выиграл уже третью бронзу мирового достоинства.
Звание четырёхкратного чемпиона европейского первенства Себастьян Брендель получил в 2012 году на соревнованиях в хорватском Загребе, после того как в очередной раз финишировал первым на своей коронной дистанции в 1000 м. Выбившись в лидеры сборной, он удостоился права защищать честь страны на ХХХ летних Олимпийских играх в Лондоне, где на своём одноместном каноэ впоследствии завоевал золото, пройдя километр быстрее соперников примерно на секунду. Также принимал участие в гонках на 200 м, успешно преодолел полуфинал, но в итоге занял только шестнадцатое место.
Брендель живёт и тренируется в Потсдаме, помимо занятий спортом, служит офицером полиции.